# Heart (album Heart)
Heart è l'ottavo album discografico in studio del gruppo musicale rock statunitense Heart, pubblicato nel 1985.

## Tracce
1. If Looks Could Kill – 3:42
2. What About Love – 3:41
3. Never – 4:07
4. These Dreams – 4:15
5. The Wolf – 4:03
6. All Eyes – 3:55
7. Nobody Home – 4:07
8. Nothin' at All – 4:13
9. What He Don't Know – 3:41
10. Shell Shock – 3:42

## Formazione
- Ann Wilson - voce, cori
- Nancy Wilson - voce, cori, chitarre, mandolino
- Howard Leese - chitarra, tastiere, mandolino, cori
- Denny Carmassi - batteria
- Mark Andes - basso
- Peter Wolf - tastiera

## Classifiche
- Billboard 200 - #1[4]